# 南宫勋
南宫勋（韓語：남궁훈；1939年3月15日—），韩国电影导演、编剧，曾于1970年代来到香港，在最大的电影公司邵氏兄弟公司旗下工作。

## 生平
1939年出生于韩国，后于1970年左右来到香港，并在邵氏公司担任武打演员等职务。其第一部出演的作品是《乾坤大醉侠》。
其活跃的与1970——1979年左右，所饰演的角色以武打型角色为主，并且在《我要坚持到底》担任导演以及编剧。
后还在《精武风云》、《Secret of the Five Fingers》中担任过一些角色。目前已经息影。